# Josef Hynie
Josef Hynie (8. květen 1900, Dobrovice u Mladé Boleslavi – 23. březen 1989, Praha) byl významný český lékař, zakladatel české sexuologické školy, jenž vedl po dobu takřka 40 let Sexuologický ústav v Praze. Jeho starším bratrem byl prof. Ing. Ota Hynie, český hydrogeolog.

## Život a dílo
Vystudoval lékařskou fakultu Univerzity Karlovy, posléze se tamtéž v roce 1934 habilitoval v oboru lékařské sexuologie. V roce 1935 se stal přednostou Sexuologického ústavu v Praze, který vedl až do roku 1974. Profesor Hynie byl autorem řady publikací, věnujících se problematice lidské sexuality, sexuálních poruch, či dospívání mladistvých.
Je po něm pojmenována Cena Josefa Hynieho, již uděluje Česká lékařská společnost Jana Evangelisty Purkyněho za nejlepší odbornou publikaci v oboru sexuologie.

## Citáty o sexu
- „Spatří-li muž poprvé genitál ženy, je zklamán.“[11]
- „Muž třeba občas manipuluje svým penisem mezi stehny nebo mezi prsy své partnerky. Jindy zase proniká pohlavním údem ženě do konečníku, nebo dokonce do úst. Takovéto odporné činy většinou neprovádí s vytouženou láskou, ale s ženou lehkých mravů, která mu to dovolí. Na citový a erotický vztah to má prý nepříznivý dopad. Jde vlastně o zvláštní druh onanie. Obvykle se k němu uchylují jedinci duševně zaostalí. Ještě horší jsou případy, kdy muži olizují stydké pysky a poštěváček. K této praktice se většinou uchylují ti, kteří trpí nedostatečnou erekcí. Debilové a psychopati někdy provozují i tak odpornou věc, jakou je olizování okolí konečníku.“[12][13]